# سیاه‌چادر

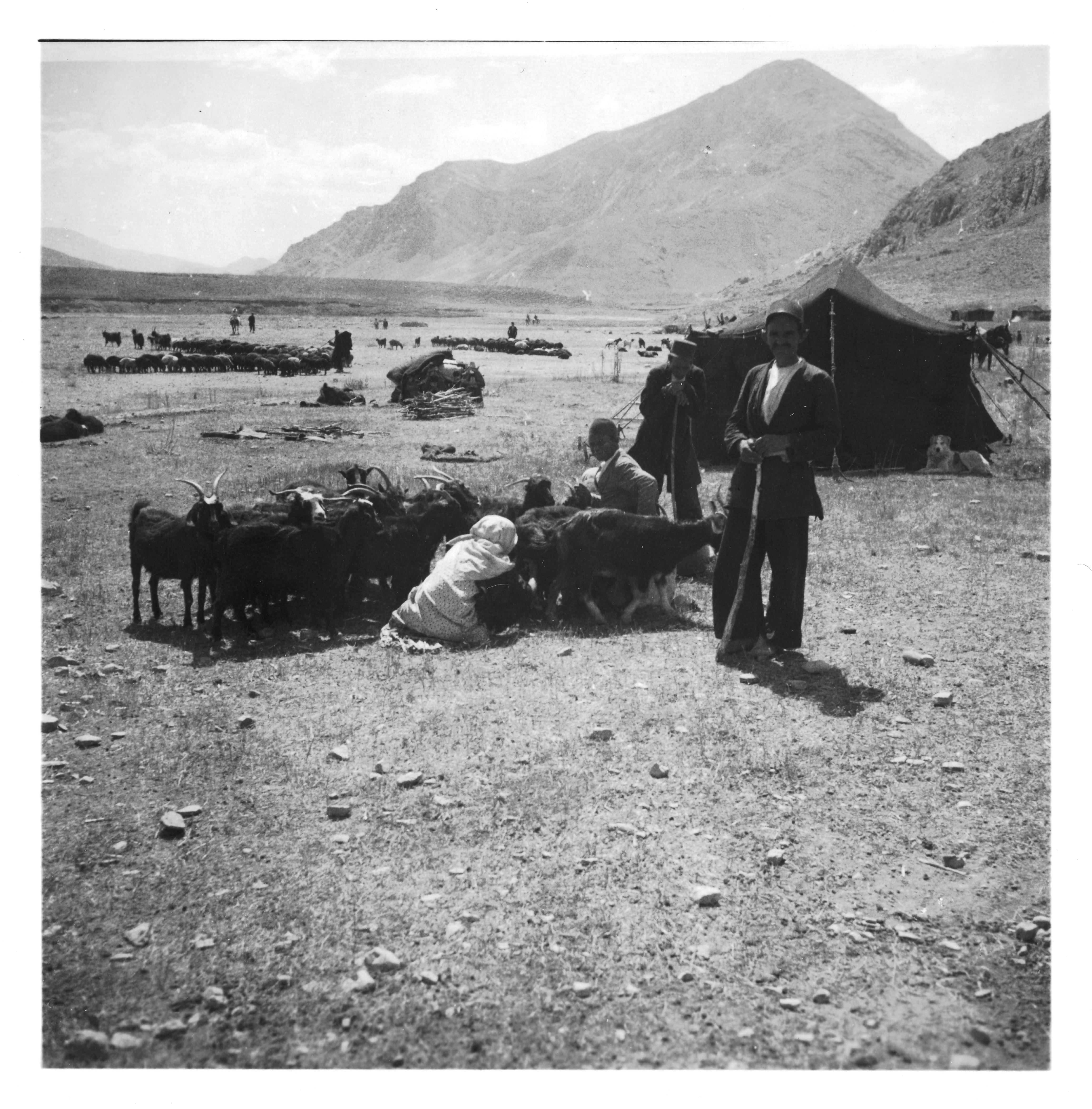
سیاه‌‌چادر عشایر کوه‌های البرز، ۱۳۱۴ (عکاس: آنه ماری شوارتسنباخ)

سیاه‌چادر نوعی چادر است که از موی بز سیاه و توسط زنان عشایر بافته می‌شود. عشایر در ییلاق و قشلاق مکان‌های معینی برای اقامت دارند که معمولاً در زیر این سیاه‌چادرها زندگی و استراحت می‌کنند. سیاه‌چادرها همواره از موی بز بافته می‌شوند و این به چند دلیل مهم است. اول آنکه موی بز خاصیت بسیار مطلوبی برای حفظ آب در مواقع بارندگی دارد و معمولاً آب باران از جداره آن عبور نمی‌کند. دوم آنکه موی بز در دسترس و ارزان تهیه می‌شود. هر خانواده معمولاً ۲۰ الی ۵۰ رأس بز دارد که از موی بزها برای تهیه سیاه‌چادر استفاده می‌کنند. سومین خاصیت موی بز سبک بودن آن  وصاف بودن نسبت به موی  میش و گوسفندان است و نسبت به چادره‌های برزنتی جمع‌آوری و حمل آن راحت‌تر است. در تابستان در روزهای آفتابی، استراحت کردن در زیر این سیاه‌چادرها لذت‌بخش است.
در تُرکی به مسکن عشایر آلاچیق گفته می‌شود که خود از دو بخش تشکیل می‌شود. بخش بالایی چادر (سقف آن) سیاه‌چادر نام دارد و از موی بز بافته می‌شود. بخش دیگر دیواره جانبی است که چیق (یا چیت) نام دارد و از ترکیب نی و موی بز ساخته می‌شود.

## چگونگی بافت سیاه‌چادر
هر سیاه‌چادر از چند «لت» تشکیل می‌شود. و هر «لت» نواری بافته شده از موی بز سیاه است. در حقیقت «لت» تکه‌ای از سیاه‌چادر است. زنان «لت»ها را که به شکل یک نوار بافته شده‌اند را به وسیله دستگاهی سنتی در محل زندگی خود می‌بافند. عرض بین ۴۰ تا ۶۰ سانتی‌متر است و طول آن گاه ۶، ۱۰ یا ۱۵ متر است. زنان پس از بافتن «لت»ها آن‌ها را از دو طرف به هم می‌دوزند تا کم کم به شکل سیاه‌چادر در آید.

## تقسیم کار مردان و زنان در تهیۀ سیاه‌چادر

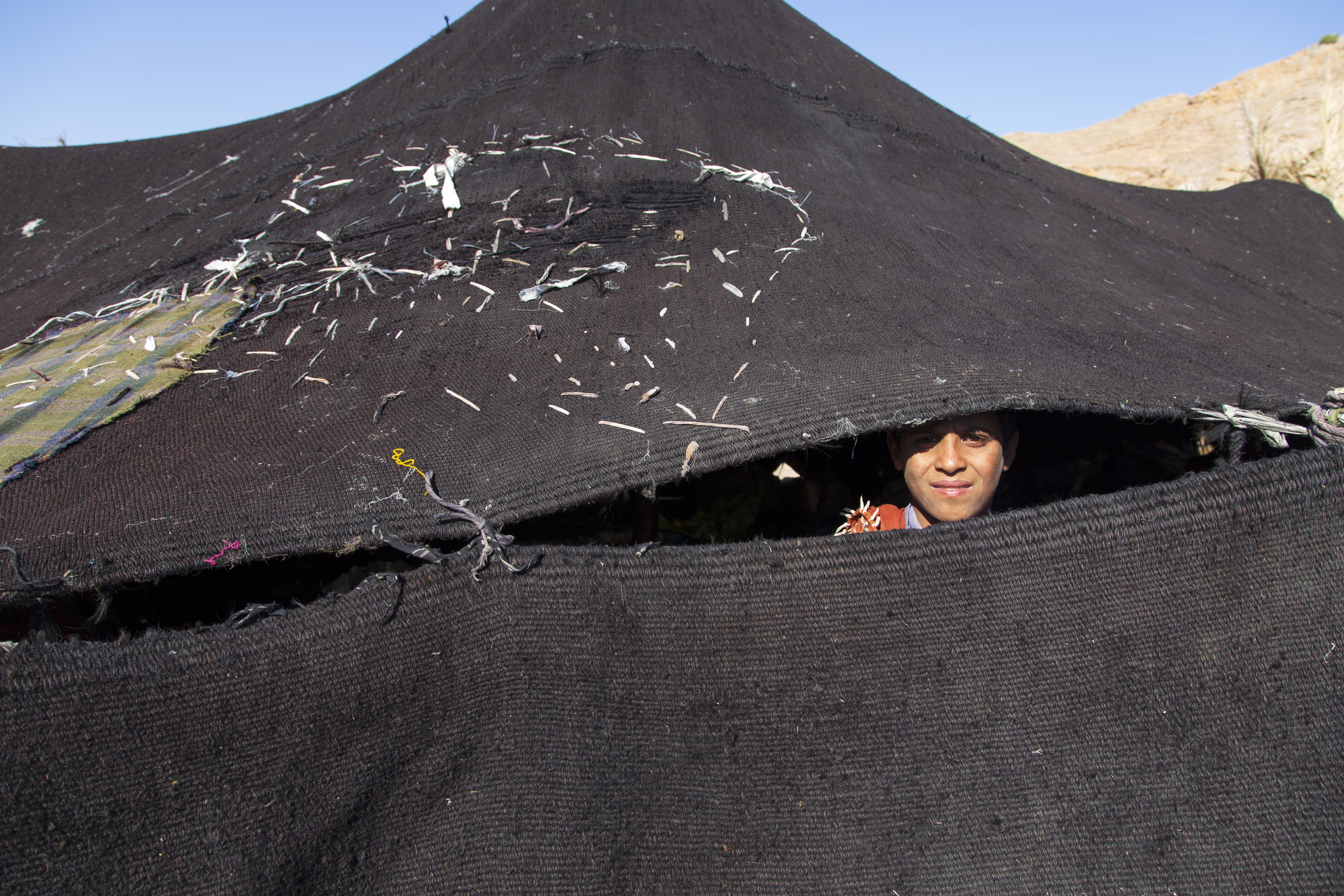
سیاه‌چادر در میان عشایر سیستان و بلوچستان

1. وظیفه مردان در بریدن موی بز و همچنین تهیه ابزار و فراهم نمودن کارگاه و همچنین دوختن «لت»ها به هم می‌باشد.
2. وظیفه زنان شستن، پاک کردن، حلاجی کردن موها، و تاباندن نخ‌ها بطوری که به حالت الیاف در آیند می‌باشد. تمامی مراحل بافتن سیاه‌چادر بر عهده زنان است و مردان هیچ گونه دخالتی در آن ندارند. دختران کوچک نیز مادران خود را در کار بافتن یاری می‌دهند و این فرصتی برای یادگیری و آموختن فنون دوختن سیاه‌چادر توسط مادران است. زنان برای بافتن یک سیاه‌چادر گاه به صورت دسته جمعی کار می‌کنند تا کار بافتن سریع تر به پایان برسد.

## اندازه و شکل سیاه‌چادر در بین ایلات مختلف
در بین ایلات و عشایر ایران سیاه‌چادرها با اندازه‌ها و شکل‌های متفاوت بافته می‌شوند. سیاه‌چادرها در کشورهای مختلف بافته می‌شده‌است. فیلبرگ تمامی سیاه‌چادرها در خاورمیانه و آفریقا را در تحقیقی جامع و کامل بررسی نموده‌است.